# Східні літургійні обряди
Східні літургійні обряди — літургійні обряди в християнстві, що виникли і традиційно використовувалися на Сході християнського світу, в тому числі на території колишньої Східної Римської імперії (Візантії).

## Історія
Особливості розвитку Західної і Східної Римської імперії призвели до розходження між християнськими церквами Сходу та Заходу, яке збільшилося після розділення у 395 році Римської імперії на дві держави.
Римські єпископи (з V ст. — «папи») претендували на керівне положення у християнстві. У Східній Римській імперії їм протистояли Константинопольські патріархи. Змагання між цими Церквами стало джерелом суперечок у питаннях догматики й культу і, зрештою, призвело до офіційного розділення у 1054 році, що стало причиною кардинальних відмінностей в обряді цих конфесій, який надалі розвивався у кожній з них своїм, окремим шляхом.
Східний обряд є надбанням Православної Церкви. Але утворення греко-католицьких Церков, зокрема, Української Греко-Католицької Церкви у 1596 році, відбувалося на умовах збереження притаманної їм до часу об'єднання східної обрядовості.
Східний обряд слугує засобом залучення православних християн до соціальної і культурної практики, передачі релігійного досвіду від покоління до покоління, регламентує поведінку вірян, підтримує внутрішньогрупову згуртованість, освячує різноманітні об'єкти й соціальні відносини. Особливістю Східного обряду є також те, що, незважаючи на консервативну налаштованість ієрархії Православної Церкви, під тиском обставин вона змушена була толерантно поставитись до місцевих традицій і звичаїв, внаслідок чого Східний обряд широко увібрав у себе обрядові й світоглядні елементи тих етносів, на території яких набувало свого поширення східне християнство, тому є наявність таких феноменів як українське, російське, грецьке, болгарське та інші християнства (православ'я).

## Літургійні традиції
На Сході з давнини розвинулося сім потужних літургійних традицій, які прийнято зводити в дві родини чи традиції — Антіохійську і Олександрійську.
- Антіохійська традиція
  - Західно-сирійська група
    - Західно-сирійський обряд (сиро-антіохійський)
    - Маронітський обряд

  - Сиро-азійська група
    - Візантійський обряд
    - Вірменський обряд

  - Східно-сирійська група
    - Східно-сирійський обряд (халдейський)
- Олександрійська традиція
  - Коптський обряд
  - Ефіопський обряд

Поширеність східних обрядів, так само як і їх використання різними християнськими церквами з різною догматикою, пройшли з ходом історії дуже складний шлях. Нині вони використовуються різними автокефальними православними церквами, східними католицькими церквами й численними незалежними від православ'я і католицизму християнськими стародавніми східними церквами.